# Uroobovella rackei alpha
Uroobovella rackei alpha es una subespecie de arácnido del orden Mesostigmata de la familia Urodinychidae.

## Distribución geográfica
Se encuentra en Italia.